# Жан-Патрік Коннрад
Жан-Патрік Коннрад (фр. Jean-Patrick Connerade, народився 9 травня 1943) — французький фізик, президент Європейської академії наук, мистецтв і літератури, колишній президент Євронауки, президент і заслужений професор фізики Імперського коледжу Лондону.
Працював у наукових установах Італії, Німеччини, Франції та, головним чином, Великої Британії.
Дослідження в галузі атомної, молекулярної та кластерної фізики, соціальної функції науки, міжнародного співробітництва.

## Вибрані публікації
- Connerade J.P. Highly Excited Atoms. — Cambrige: Cambrige University Press, 1998.
- Connerade J.P. Estava J.M. Karnatak R.C. Giant resonances in atoms, molecules, and solids. New York: Plenum Press, 1987.
- Connerade J.P. Correlations in Clusters and Related Systems. — World Scientific Publishing, 1996.
- Solov'yov A., Connerade J.P. Latest Advances in Atomic Cluster Collisions.- L.: Imperial College Press, 2004.
- Connerade J.-P., Heckl W.M. Ludwig II: ein Visionär auf dem bayerischen Thron. — Euroscience, 2006.